# Bugojno (kommun)
Kommunen Bugojno (bosniska: Općina Bugojno, kyrillisk skrift: Општина Бугојно) är en kommun i kantonen Centrala Bosnien i centrala Bosnien och Hercegovina. Kommunen hade 31 470 invånare vid folkräkningen år 2013, på en yta av 360,83 km².
Av kommunens befolkning är 78,33 % bosniaker, 18,33 % kroater, 1,19 % serber och 0,53 % bosnier (2013).